# Buenaventura Córdoba Espinosa de la Cerda
Buenaventura kardinal Córdoba Espinosa de la Cerda, španski rimskokatoliški duhovnik, škof in kardinal, * 23. marec 1724, Madrid, † 6. maj 1777, Madrid.

## Življenjepis
6. aprila 1761 je bil imenovan za patriarha antilske Zahodne Indije in za naslovnega nadškofa Neocaesarea in Bithynia; 28. junija istega leta je prejel škofovsko posvečenje.
23. novembra 1761 je bil povzdignjen v kardinala in 26. junija 1769 je bil ustoličen kot kardinal-duhovnik S. Lorenzo in Panisperna.